# 국립 대학 도서관 성 오흐리드의 클레멘트

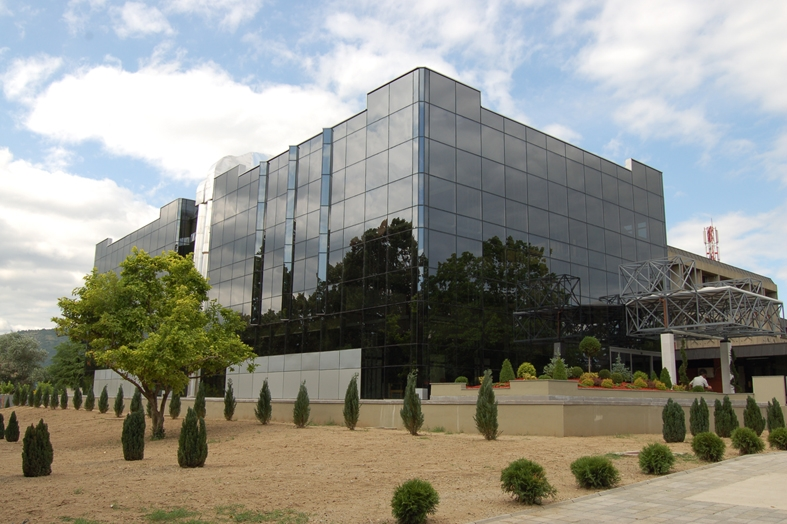
국립 대학 도서관 성 오흐리드의 클레멘트

국립 대학 도서관 성 오흐리드의 클레멘트(마케도니아어: Национална и универзитетска библиотека „Св. Климент Охридски“)는 북마케도니아 스코페에 위치한 국립도서관이다.